# Emmanuel Hocquard
Emmanuel Marie Hocquard (Cannes; 11 de abril de 1940 - Mérilheu; 27 de enero de 2019) fue un poeta, escritor, lingüista y traductor francés.

## Biografía
Creció en Tánger, Marruecos. Trabajó como editor de una pequeña imprenta, Orange Export Ltd., y editó dos antologías de nuevos poetas estadounidenses junto con Claude Royet-Journoud; estas se titularon originalmente Poètes américains ď aujourďhui y 49+1. En 1889, fundó y dirigió Un bureau sur l'Atlantique, una asociación dedicada a fomentar las relaciones entre poetas franceses y estadounidenses.
Además de poesía, escribió ensayos y novelas y tradujo al francés las obras de poetas estadounidenses y portugueses, incluidos Charles Reznikoff, Michael Palmer, Paul Auster, Benjamin Hollander, Antonio Cisneros y Fernando Pessoa.
Falleció en 2019, a los 78 años de edad.

## Obras
| Monografías: - Album d’images de la villa Harris, Hachette/POL, París, 1978 - Les dernières nouvelles de l’expédition sont datées du 15 février 17.., Hachette/POL, París, 1979 - Une journée dans le détroit, Hachette/P.O.L, París, 1980 - Une ville ou une petite île, Hachette/P.O.L, París, 1981 - Aerea dans les forêts de Manhattan, POL, París, 1985. Prix France Culture - Des nuages & des brouillards, Spectres Familiers, 1985 - con Alexandre Delay: Le Modèle et son peintre, Villa Médicis, Roma, 1987 - Un privé à Tanger, POL, París, 1987 - La Bibliothèque de Trieste, Éditions Royaumont, Asnières sur Oise, 1988 | - Le Cap de Bonne-Espérance, POL, París, 1989 - Deux étages avec terrasse et vue sur le détroit, Royaumont, Asnières sur Oise, 1989 - Les Elégies, POL, París, 1990 - Théorie des tables, POL, París, 1992 - Tout le monde se ressemble, POL, París, 1995 - Un test de solitude, POL, París, 1998 - Le Consul d’Islande, POL, París, 2000 - Ma haie, POL, París, 2001 - L'Invention du verre, POL, París, 2003 - Conditions de lumière, POL, París, 2007, ISBN 978-284682-205-3 |

Antologías:
- con Claude Royet-Journoud: 21+1 Poètes américains d'aujourd'hui, édition Delta, université de Montpellier, 1986
- con Claude Royet-Journoud: 49+1 Nouveaux poètes américains, un bureau sur l'Atlantique, Royaumont, 1991